# Fukumitsu Takaki
Fukumitsu Takaki (福満 隆貴 Fukumitsu Takaki, sinh ngày 22 tháng 2 năm 1992) là một cầu thủ bóng đá người Nhật Bản thi đấu cho câu lạc bộ tại J1 League Cerezo Osaka.

## Thống kê câu lạc bộ
Cập nhật đến ngày 31 tháng 1 năm 2018.
| Thành tích câu lạc bộ | Thành tích câu lạc bộ   | Thành tích câu lạc bộ | Giải vô địch | Giải vô địch | Cúp                   | Cúp                   | Cúp Liên đoàn | Cúp Liên đoàn | Tổng cộng | Tổng cộng |
| Mùa giải              | Câu lạc bộ              | Giải vô địch          | Số trận      | Bàn thắng    | Số trận               | Bàn thắng             | Số trận       | Bàn thắng     | Số trận   | Bàn thắng |
| Nhật Bản              | Nhật Bản                | Nhật Bản              | Giải vô địch | Giải vô địch | Cúp Hoàng đế Nhật Bản | Cúp Hoàng đế Nhật Bản | J. League Cup | J. League Cup | Tổng cộng | Tổng cộng |
| --------------------- | ----------------------- | --------------------- | ------------ | ------------ | --------------------- | --------------------- | ------------- | ------------- | --------- | --------- |
| 2010                  | Kyushu SSC              | JRL (Kyushu)          | 16           | 7            | –                     | –                     | –             | –             | 16        | 7         |
| 2011                  | Kyushu SSC              | JRL (Kyushu)          | 17           | 14           | –                     | –                     | –             | –             | 17        | 14        |
| 2012                  | Hoyo Oita/ Verspah Oita | JFL                   | 30           | 8            | 2                     | 1                     | –             | –             | 32        | 9         |
| 2013                  | Hoyo Oita/ Verspah Oita | JFL                   | 30           | 5            | 2                     | 1                     | –             | –             | 32        | 6         |
| 2014                  | Hoyo Oita/ Verspah Oita | JFL                   | 25           | 13           | 2                     | 2                     | –             | –             | 27        | 15        |
| 2015                  | Renofa Yamaguchi        | J3 League             | 35           | 19           | 0                     | 0                     | –             | –             | 35        | 19        |
| 2016                  | Renofa Yamaguchi        | J2 League             | 40           | 5            | 0                     | 0                     | –             | –             | 40        | 5         |
| 2017                  | Cerezo Osaka            | J1 League             | 5            | 0            | 6                     | 2                     | 12            | 2             | 40        | 5         |
| Tổng                  | Tổng                    | Tổng                  | 198          | 71           | 12                    | 6                     | 12            | 2             | 222       | 79        |